# Лондонска општина Харингеј
Лондонска општина Харингеј (енгл. London Borough of Haringey /ˈhærɪŋɡeɪ/ ( слушај)) је лондонска општина, која се налази у Северном Лондону, по неким дефиницијама класификована је као да припада Унутрашњости Лондона, а према другим ширем језгру Лондона. Формирана је 1965. године спајањем три некадашње општине. Граничи се са шест других лондонских општина. У смеру казаљке на сату северно су: Енфилд, Валтам Форест, Хекни, Излингтон, Камден и Барнет.
Харингеј покрива предео већи од 11 квадратних миља. Неке од значајних знаменитости су Палата Александра, Замак Брус, Џексон лејн, Хајпоинт I и II, Фудбалски клуб Тотенхем хотспур.
Локалну власт има Веће лондонске општине Харингеј.

## Историја
До Леденог доба, Харингеј је био на ивици велике ледене масе која је достигла чак до Масвел Хила. За време Леденог доба, Харингеј се налазио на ивици велике ледене масе, која је се простирала јужно и до Мазвел Хила.
До доласка Римљана, Харингеј је био део велике области која је покривала Есекс и Мидлесекс, што је био дом келтском племену по имену Тринобанти.

## Географија
Харингеј је општина контраста из географског аспекта. Од шума на брдима око Хајгејта и Масвел Хила, на надморској висини од 426,5 стопе земљиште се оштро удаљује од нивоа мора. 60 хектара у оквиру општине је предвиђено као део Метрополског зеленог појаса.